# Hopseidet

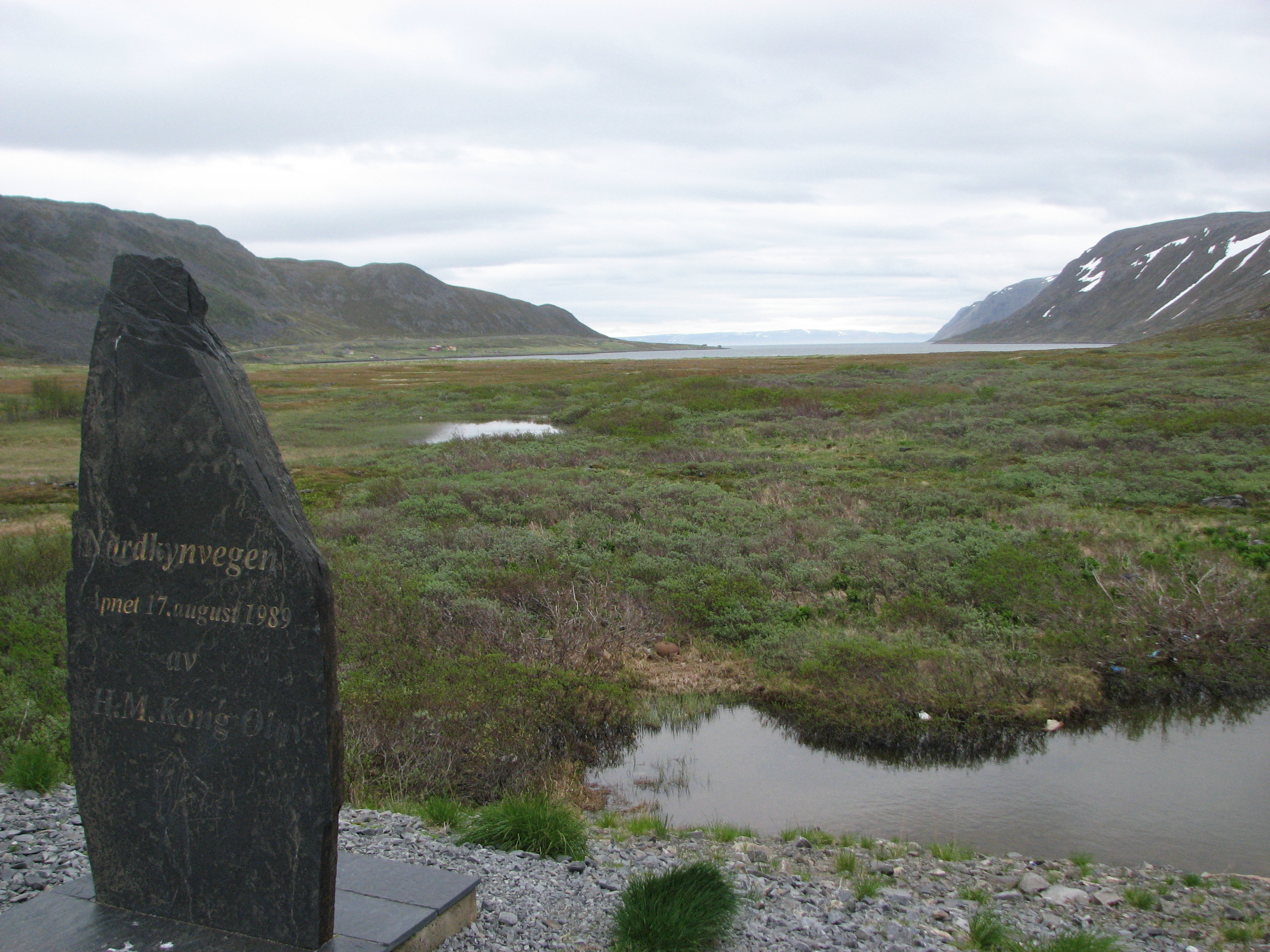
Minnessten av öppnandet av Nordkynvegen (fylkesväg 888) vid Hopseidet.

Hopseidet är ett näs på gränsen mellan Lebesby och Gamviks kommuner i Finnmark fylke i norra Norge. Näset förbinder halvön Nordkinnhalvøya med fastlandet vidare söderut. Här finns ett vägskäl där fylkesväg 8074 mot Skjånes utgår från fylkesväg 888.